# Goniothalamus viridiflorus
Goniothalamus viridiflorus là loài thực vật có hoa thuộc họ Na. Loài này được K.Schum. & Lauterb. mô tả khoa học đầu tiên năm 1900.